# TI-81
TI-81 är en  grafritande miniräknare tillverkad av Texas Instruments. Den började tillverkas 1990 och är företagets första räknedosa med grafritande funktion.
Den har senare följts av bl.a. TI-82, TI-83, TI-83 Plus, TI-83 Plus Silver Edition, TI-84 Plus och TI-84 Plus Silver Edition.